# Neocallimastix patriciarum
Neocallimastix patriciarum är en svampart som beskrevs av Orpin & E.A. Munn 1986. Neocallimastix patriciarum ingår i släktet Neocallimastix och familjen Neocallimastigaceae.   Inga underarter finns listade i Catalogue of Life.